# Під дахами Парижа (фільм, 1930)
«Під дахами Парижа» (фр. Sous Les Toits De Paris, 1930) — французький художній музичний фільм. Одна з найзначніших робіт у творчості Рене Клера — його перший звуковий фільм. Однойменна пісня з фільму стала європейським шлягером.

## Сюжет
Дія відбувається в Парижі в робочому кварталі. Вуличний музикант Альберт зустрічає красуню Полу і закохується в неї. Крім нього в Полу закоханий Фред. Альберт за безпідставним звинуваченням опиняється у в'язниці, а Пола в його відсутність зближується з Луї. Альберу вдається довести свою невинність, його звільняють, але, зайшовши в одне з кафе, він бачить Полу, яка танцює з Фредом. Між Альбертом і Фредом спалахує суперечка, яка переходить в бійку на ножах. До кровопролиття не доходить: приїжджає поліція і всіх розганяє. На прохання Поли, Луї допомагає Альберту уникнути арешту. Фред зі своїми дружками опиняється у в'язниці. Альберт дізнається про зв'язок Луї і Поли, але прощає друга і поступається йому Полою.

## В ролях
- Альбер Прежан — Альберт, молодий співак на вулиці '
- Пола Іллері — Пола
- Едмон Т. Гревіль — Луї, друг Альберта
- Біл Бокер — Біл
- Гастон Модо — Фред, кишеньковий злодій
- Раймонд Аймос — крадій
- Томі Бурдель — Франсуа, злодій
- Поль Олів'є — п'яниця
- Джейн Піерсон